# Списък на немските фелдмаршали
Списъкът по-долу отразява всички германски военни, които са имали немското звание фелдмаршал:

## Кралство Саксония
- 21 юни 1631 - Йохан Георг Граф фон Арним
- 24 ноември 1632 - Франц Албрехт, дук на Саксония
- 19 октомври 1638 - Рудолф Граф фон Марцин (също Мороцин)
- 1 януари 1666 - Ернст Албрехт Фрайхер фон Еберщайн
- 28 август 1681 - Йоахим Рюдигер Фрайхер фон дер Голц
- 8 септември 1688 - Хайно Хайнрих Граф фон Флеминг
- 9 април 1691 - Ханс Адам фон Шюринг
- 10 май 1693 - Йеримиас фон Хаувет
- 30 септември 1697 - Хенрих VI, принц на Ройс-Плауен
- 27 август 1699 - Адам Хайнрих Граф фон Щайнау
- 3 декември 1706 - Георг Бенедикт Фрайхер фон Огилви
- 22 февруари 1712 - Якоб Хайнрих Граф фон Фелминг
- 17 април 1730 - Христоф Аугуст Граф фон Вакербарт
- 26 ноември 1735 - Йохан Адолф II, дук на Саксония-Вайсенфелс
- 11 януари 1749 - Фридрих Аугуст Граф Рутовски
- 27 юли 1763 - Йохан Георг Хевалиер де Саксе
- 6 януари 1775 - Фридрих, принц на Анхалт-Десау
- 11 юли 1871 - Алберт, престолонаследник на Саксония
- 15 юни 1888 - Георг, престолонаследник на Саксония

## Кралство Бавария
- 1740 - Фридрих Граф фон Зекендорф (1673-1763)
- 1 януари 1905 - Принц Леополд (1846-1930)

## Кралство Прусия
- 20 юни 1657 - Ото Христоф фон Спар (1599-1668)
- 1670 - Георг Райхсфрайхер фон Дерфлингер (1606-1695)
- 24 януари 1670 - Йохан Георг II, принц на Анхалт-Десау (1627-1693)
- 1688 - Ханс Адам фон Шюринг (1641-1696)
- 1 май 1691 - Хайно Хайнрих Граф фон Флеминг (1632-1706)
- Александер Фрайхер фон Спаен (1619-1692)
- Фридрих II, принц на Хесен-Хомбург (1633-1708)
- 1698 - Йохан Албрехт Райхсграф фон Барфус (1634-1704)
- 23 март 1706 - Александер Херман Граф фон Вартенслебен (1650-1734)
- 1712 - Леополд I от Анхалт-Десау 1676-1747)
- 1713 - Карл Филип Райхсграф фон Вилих унд Лотум[1] (1650-1719)
- 1713 - Александер Граф цу Дона (1661-1728)
- 1733 - Албрехт Конрад Граф Финк фон Фликенщайн (1660-1735)
- 1737 - Фридрих Вилхелм фон Грумбков (1678-1739)
- Дубислав Гнеомар фон Нацмер (1654-1739)
- 1739 - Ерхард Ернст фон Рьодер (1665-1743)
- 1740 - Ханс Хайнрих Граф фон Кате (1681-1741)
- 1740 - Курт Христоф Граф фон Шверин (1684-1757)
- 1741 - Самуел Граф фон Шметау (1684-1751)
- 1742 - Каспар Ото фон Гласенап (1664-1747)
- 24 май 1747 - Хенинг Александер фон Клайст (1676-1749)
- 19 март 1745 - Вилхелм Дитрих фон Буденброк (1672-1757)
- 1747 - Христоф Вилхелм фон Калкщайн (1682-1759)
- 18 септември 1747 - Йемс Кайт (1696-1758)
- 1751 - Фрудрих Леополд Граф фон Геслер (1688 1762)
- 1751 - Ханс фон Левалд (1685-1768)
- 1757 - Мориц, Принц на Анхалт-Десау (1712-1760)
- ноември 1758 - Фердинанд, дук на Брунсвик-Люнебург (1721-1792)
- 1787 - Карл Вилхелм Фердинанд, дук на Брунсвик-Люнебург (1735-1806)
- 1793 - Вихард Йоахим Хайнрих фон Мьолендорф (1724-1816)
- Александер фон Кнобелсдорф (1723-1799)
- 1805 - Вилхелм Магнус фон Брюнеке (1727-1817)
- 21 юли 1807 Вилхелм Ренѐ де л'Оме (1733-1811)
- 1807 Фридрих Адолф Граф фон Калкройт (1737-1818)
- 19 октомври 1813 - Гехард Леберехт фон Блюхер (1742-1819)
- 1821 - Фридрих Граф Клайст фон Нолендорф, (1763-1823)
- 1821 - Йохан Давид Лудвиг Граф Йорк фон Вартенбург (1759-1830)
- 1825 - Аугуст Граф Найдхарт фон Гнайсенау (1760-1831)
- 1839 - Ханс Ернст Карл Граф фон Цитен (1770-1848)
- 8 юли 1847 - Херман фон Бойен (1771-1848)
- 1847 - Карл Фрифрих фон дем Кнесебек (1768-1848)
- Карл Фрайхер фон Мюфлинг (1775-1851)
- 14 март 1854 - Фридрих Карл Граф цу Дона-Шлобитен (1784-1859)
- 5 август 1856 - Фридрих фон Врангел (1784-1877)

## Имперска Германия
- 28 октомври 1870 - Фридрих Карл, Принц на Прусия (1828-1885)
- 28 октомври 1870 - Фридрих III (1831-1888)
- 8 април 1871 - Карл Ебенард Херварт фон Битенфилд (1796-1884)
- 8 април 1871 - Карл Фридрих фон Щайнмец (1796-1877)
- 16 юни 1871 - Хелмут Карл Бернхард фон Мотке (1800-1891)
- 11 юли 1871 - Престолонаследник Алберт, по-късно крал на Саксония
- 1 януари 1873 - Албрехт фон Роон (1803-1879)
- 1873 - Едвин Фрайхер фон Мантойфел (1809-1885)
- 15 март 1888 - Леонард Граф фон Блументал (1810-1900)
- 15 март 1888 - Георг, Престолонаследник на Саксония
- 19 юни 1888 - Албрехт, Принц на Прусия
- 19 юни 1888 - Албрехт, Ерцхерцог на Австрия
- 27 февруари 1895 - Франц Йосиф I (1830-1916)
- 6 май 1900 - Алфред Граф фон Валдерзе (1832-1904)
- 1 януари 1905 - Готлиб Граф фон Хеслер (1836-1919)
- 1 януари 1905 - Вилхелм фон Ханке (1833-1912)
- 1 януари 1905 - Валтер Фрайхер фон Лое (1828-1908)
- 9 септември 1906 - Принц Артур, Херцог на Конаут (1850-1942)
- 1 януари 1911 - Макс фон Бок унд Полах
- 1 януари 1911 - Алфред фон Шлифен (1833-1913)
- 1 януари 1911 - Колмар Фрайхер фон дер Голц (1843-1916)
- 16 май 1911 - Георг V
- 11 септември 1912 - Фредерик Аугуст III от Саксония
- 2 ноември 1914 - Паул фон Хинденбург (1847-1934)
- 27 януари 1915 - Карл фон Бюлов (1846-1921)
- 22 юни 1915 - Ерцхерцог фридрих, Херцог на Тешен
- 22 юни 1915 - Аугуст фон Макензен (1849-1945)
- 26 юни 1915 - Лудвиг III от Бавария (1845-1921)
- 23 юли 1916 - Вилхелм II от Вюртемберг (1848-1921)
- 1 август 1916 - Рупрехт, Престолонаследник на Бавария (1869-1955)
- 1 август 1916 - Леополд, Принц на Бавария (1846-1930)
- 1 август 1916 - Албрехт, Херцог на Вюртемберг (1865-1939)
- 1916 - Франц Граф Конрад Хьоцендорф (1852-1925)
- 18 декември 1917 - Херман фон Айхорн (1848-1918)
- 31 декември 1917 - Ремус фон Войрш (1847-1920)

## Нацистка Германия
- 20 април 1936 - Вернер фон Бломберг (1878-1946)
- 4 февруари 1938 - Херман Гьоринг (1893-1946)
- 19 юли 1940 - Валтер фон Браухич (1881-1948)
- 19 юли 1940 - Алберт Кеселринг (1885-1960)
- 19 юли 1940 - Вилхелм Кайтел (1882-1946)
- 19 юли 1940 - Гюнтер фон Клуге (1882-1944)
- 19 юли 1940 - Вилхелм Ритер фон Лееб (1876-1956)
- 19 юли 1940 - Федор фон Бок (1880-1945)
- 19 юли 1940 - Вилхелм Лист (1880-1971)
- 19 юли 1940 - Ервин фон Вицлебен (1881-1944)
- 19 юли 1940 - Валтер фон Райхенау (1884-1942)
- 19 юли 1940 - Ерхард Милх (1892-1972)
- 19 юли 1940 - Хуго Шперле (1885-1953)
- 19 юли 1940 - Герд фон Рундщет (1875-1953)
- 31 октомври 1940 - Едуард фон Бьом-Ермоли (1856-1941)
- 22 юни 1942 - Ервин Ромел (1891-1944)
- 30 юни 1942 - Георг фон Кюхлер (1881-1968)
- 1 юли 1942 - Ерих фон Манщайн (1887-1973)
- 31 януари 1943 - Фридрих Паулус (1890-1957)
- 1 февруари 1943 - Паул Лудвиг Евалд фон Клайст (1881-1954)
- 1 февруари 1943 - Максимилиан фон Вайхс (1881-1954)
- 1 февруари 1943 - Ернст Буш (1885-1945)
- 16 февруари 1943 - Волфрам фон Рихтхофен (1895-1945)
- 1 март 1944 - Валтер Модел (1891-1945)
- 5 април 1945 - Фердинанд Шьорнер (1892-1973)
- 25 април 1945 - Роберт Ритер фон Грайм (1892-1945)